# بخش هوگلین (شهرستان ون ورت، اوهایو)
بخش هوگلین (به انگلیسی: Hoaglin Township) یک منطقهٔ مسکونی در ایالات متحده آمریکا است که در شهرستان وان ورت، اوهایو واقع شده‌است.
 بخش هوگلین ۸۳٫۵ کیلومتر مربع مساحت و ۶۰۵ نفر جمعیت دارد و ۲۲۸ متر بالاتر از سطح دریا واقع شده‌است.